# Kumertáu
Kumertáu (en ruso: Кумерта́у) es una ciudad situada al sur de la república de Baskortostán, Rusia, a 250 km de Ufá —la capital de la república— y cerca del río Belaya, afluente del Kama, el cual, a su vez, lo es del Volga. Su población en el año 2010 era de 63 000 habitantes.

## Economía
Hay una industria importante en la ciudad que produce helicópteros Russian Helicopters.